# Raión de Torzhok
El raión de Torzhok (ruso: Торжо́кский райо́н) es un distrito administrativo y municipal (raión) ruso perteneciente a la óblast de Tver. Se ubica en el centro de la óblast. Su centro administrativo es la ciudad de Torzhok, que está enclavada en el centro del raión pero no pertenece administrativamente al mismo, ya que está constituida como un ókrug urbano aparte.
En 2021, el raión tenía una población de 19 770 habitantes.
El raión se estructura en torno al río Tvertsá, afluente de la margen izquierda del Volga que atraviesa el territorio distrital de norte a sur. El territorio del raión es completamente rural.

## Subdivisiones
Comprende 459 núcleos de población distribuidos en los siguientes 14 asentamientos rurales:
- Bolshoye Sviáttsovo
- Borístsevo
- Budovo
- Vysókoye
- Gruziny
- Máryino
- Máslovo
- Mirni
- Moshkí
- Rúdnikovo
- Strashévichi
- Sukromlia
- Tveretski
- Yákonovo